# Фамутими, Олу
Олу Фамутими (англ. Olumuyiwa («Olu») Famutimi, род. 21 февраля 1984, Торонто) — игрок клуба Канадской элитной баскетбольной лиги (CEBL) «Скарборо Шутинг Старс» и национальной сборной Канады. Этот баскетболист играл в Лиге развития НБА за команду Арканзаса. Так же Олу Фамутими пробовал себя в летнем лагере «Сан-Антонио Спёрс». На Чемпионате Америки в Лас-Вегасе, Олу Фамутими выступал в составе национальной сборной Канады, где неплохо проявил себя в матче против звездного состава США, набрав 17 очков + 3 подбора + 2 передачи. Так же Фамутими провел плодотворный матч против Мексики (11 очков + 5 подборов + 2 передачи).
Включён в четвёртую символическую сборную 2003 года по версии журнала Parade. Был заявлен на игру McDonald's All-American 2003 года от команды Запада, но не вышел на площадку из-за травмы. Принимал участие в матче всех звёзд канадской Национальной баскетбольной лиги 2014 года от Центрального дивизиона. Признан самым ценным игроком клуба «Гуэлф Найтхокс» 2019 года.
Играл за клубы НБА «Юта Джаз» и «Нью-Йорк Никс» в Летней лиге.